# Carl Carlsen (maler)
Carl Christian Edward Otto Carlsen (født 28. februar 1855 i København, død 29. maj 1917 i København) var en dansk maler. Faderen var kolonialhandler og urtekræmmer Carl Adolph Junius Carlsen, moderen var Ane Dorothea Raae, ud af en købmandslægt fra Århus. Moderen var ivrig blomstermaler og blev undervist af I.L. Jensen. Carl havde en 7 år ældre bror, den danske/amerikanske maler Emil Carlsen. 
Carl Carlsen der blev uddannet som maler på Det Kongelige Danske Kunstakademi i perioden 1874-1879, malede især genrebilleder fra såvel landet som byen, ofte med et anekdotisk indhold, der tangerede det socialrealistiske. Desuden udstillede han i sine senere år landskabsbilleder fra Hellebæk.
Fra 1882 til 1883 rejste Carlsen til Paris for at studere kunst.

## Værker
En slagtergård (udst. 1877); Musik for bedstemor (1880); Interiør fra den gamle kro i Helsingør (1881); En beruset arbejders mislykkede propaganda i en landsbysmedie (udst. 1883); En kaffepassiar (udst. 1883); Guldmageren (udst. 1887); Køkkeninteriør med kone og lille pige (1888); En kunstkritiker (1889); Husmandsfamilie på gårdspladsen (1891); Landsbyspillemanden på vej hjem (1892); Sommerdag ved Furesøen (1893); Efterår, motiv fra Bondedammen ved Hellebæk (1894); Damer ved en skovsø, sommer (1896).

## Galleri
| - Værker af Carl Carlsen - Lørdagsarbejde, 1880 - En kvinde på en skovvej, 1883 - En stejl skråning med bøgetræer ved en dansk kyst, 1888 |

| - Kystlandskab ved Hellebæk med Kronborg i baggrunden, 1890 - Stueinteriør fra Gothersgade 13 med herre, der læser avis og dame, der syr, 1892 - Postvogn på en nordsjællandsk vej, sommer, 1894 - Opstilling med appelsiner, druer, blomster og forskellige krukker, 1885 - Interiør fra skomageri, 1905 - Et solrigt interiør med en kvinde i lyserød kjole, 1911 |